# مونته ملکونیان
مونته ملکونیان (ارمنی: Մոնթէ Մելքոնեան؛ ۲۵ نوامبر ۱۹۵۷ – ۱۲ ژوئن ۱۹۹۳) یک فرمانده نظامی و انقلابی ارمنی‌تبار اهل ایالات متحده آمریکا بود.

## زندگی‌نامه
مونته ملکونیان نسل سوم خانواده آمریکایی ارمنی‌تبار بود که در ویسالیا، کالیفرنیا در ایالات متحده آمریکا به دنیا آمد، او در هفده سالگی آمریکا را ترک کرد، به گروه‌های مارکسیست پیوست و به لبنان، فلسطین، ایران، افغانستان و کشورهای دیگر سفر کرد. یک سال پیش از انقلاب ایران به او به تهران رفت و در یک مرکز آموزش زبان درس انگلیسی می‌داد. اما آنچه شاید سرنوشت مونته را رقم زد، سفری بود که در ۱۲ سالگی به همراه خانواده اش به منطقه‌ای به نام مرزوان در ترکیه نمود.

## نگارخانه

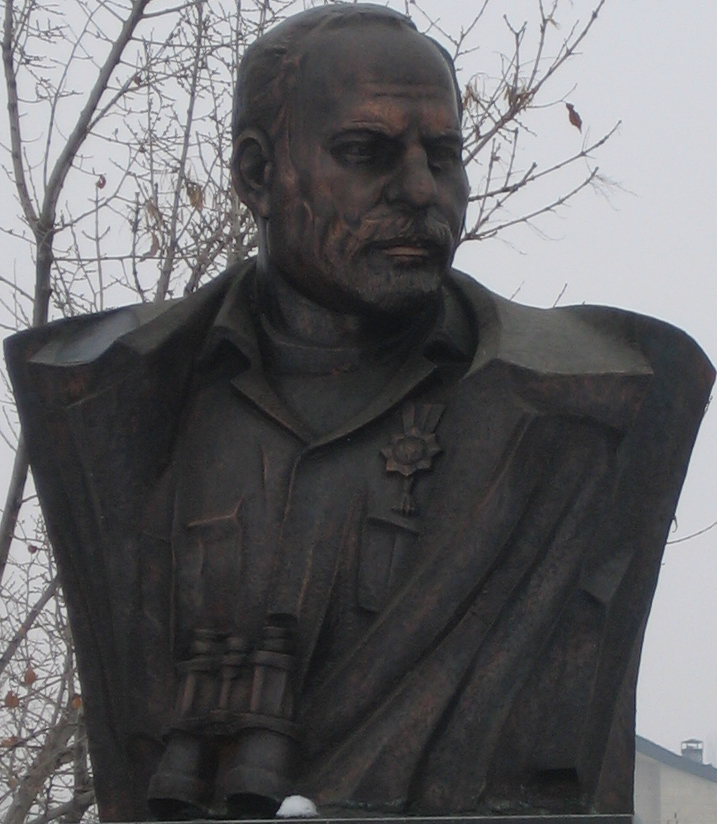
مجسمه نیم تنه مونته
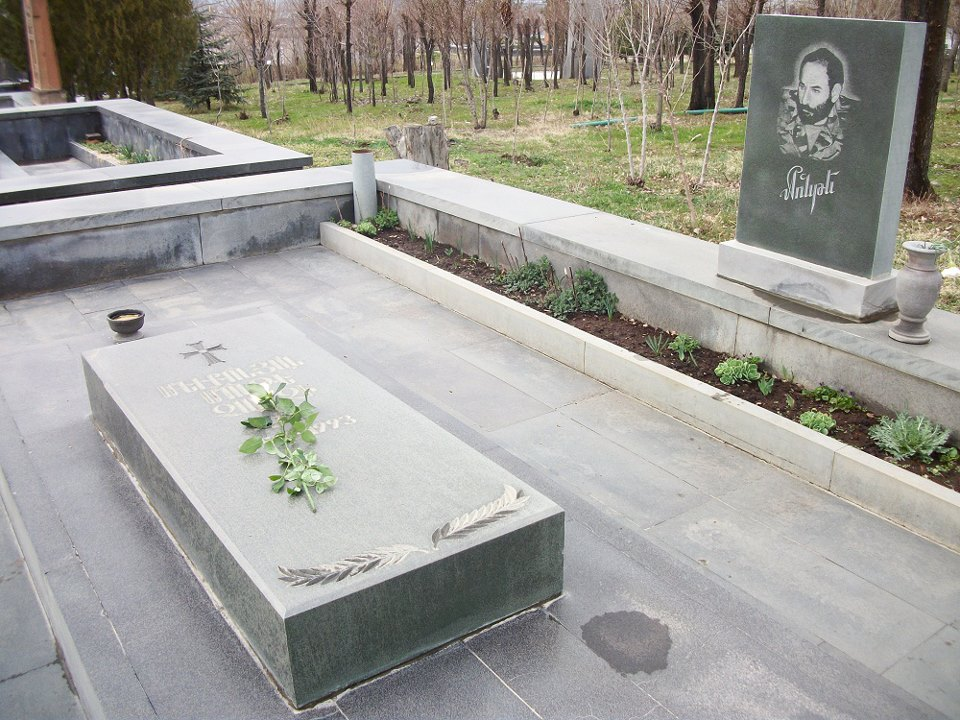
مزار مونته ملکونیان در گورستان نظامی یرابلور
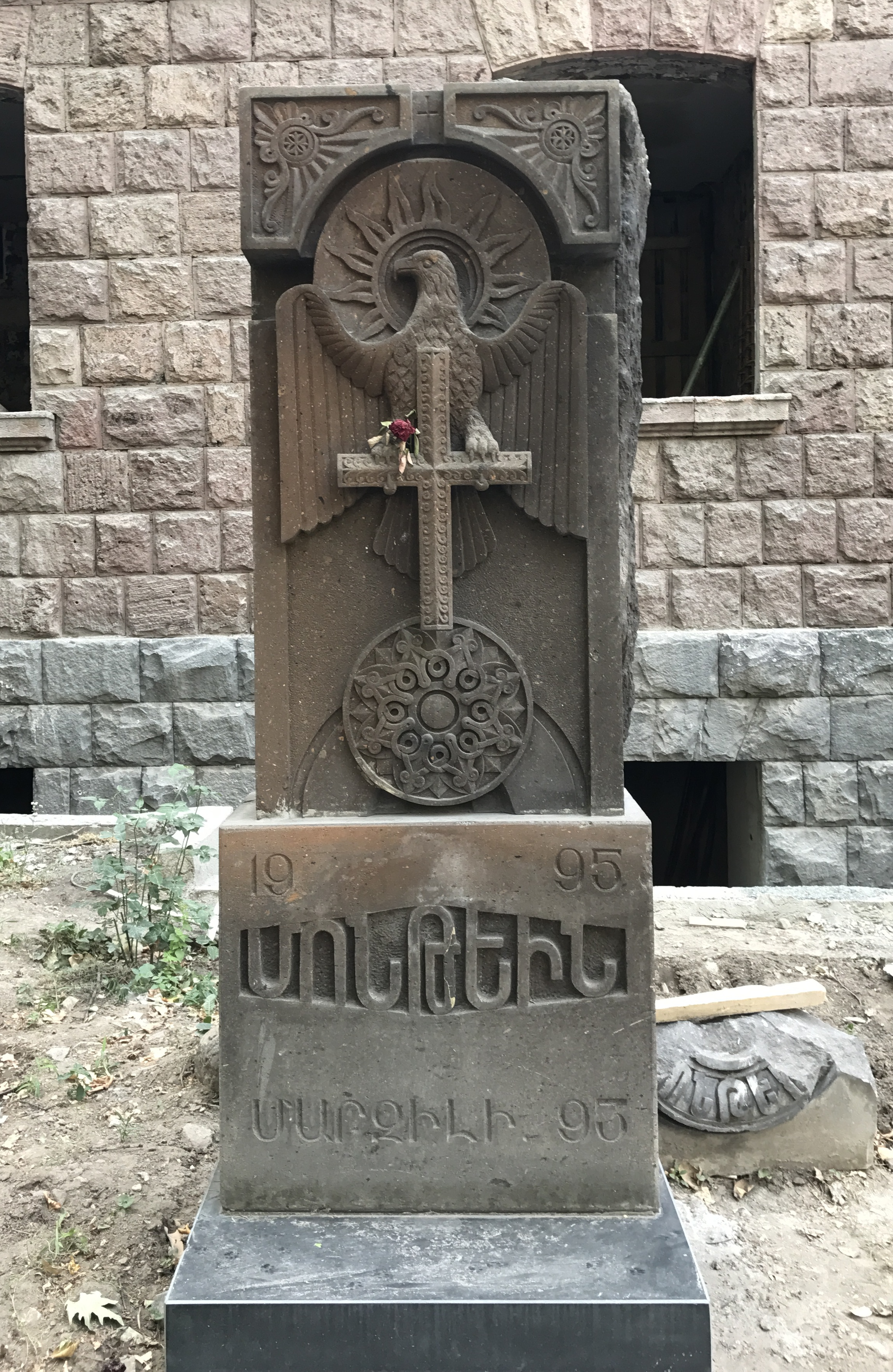
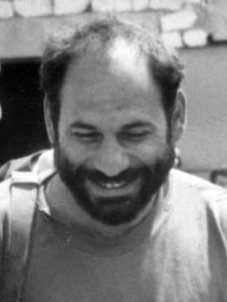